# Ad Wijnands
Adrie „Ad“ Wijnands (* 10. März 1959 in Maastricht) ist ein ehemaliger niederländischer Radrennfahrer und Sportlicher Leiter. Wijnands war von 1980 bis 1993 Berufsfahrer.

## Sportliche Laufbahn
Wijnands war Straßenradsportler und auch im Bahnradsport aktiv. Als Amateur gewann er 1979 eine Etappe der Olympia’s Tour, in der er in der Gesamtwertung Zweiter hinter dem Sieger Jos Lammertink wurde. Dazu kamen zwei Etappensiege in der Slowakei-Rundfahrt und einer in der Tour de Bohemia. 1980 siegte er in den Eintagesrennen Omloop der Kempen und Ronde van Zuid-Holland.
Den ersten Sieg als Profi holte er sich 1981 im Rennen Étoile de Bessèges, in dem er eine Etappe gewann. 1981 gewann er zudem den Grand Prix E5, die Belgien-Rundfahrt mit einem Etappensieg, den Grand Prix de l’Escaut und das Mannschaftszeitfahren in der Tour de France. Im Grand Prix Pino Cerami wurde er Zweiter. 1982 siegte er auf der 9. Etappe der Tour de France, im Großen Preis der Dortmunder Union-Brauerei und gewann eine Etappe der Baskenland-Rundfahrt.
Bis 1992 konnte er weitere Siege verbuchen: so gewann er 1984 den Grote Prijs Raymond Impanis, 1985 den Grand Prix d’Antibes, 1986 die belgische Ronde van Limburg, 1988 den La Marseillaise, 1990 die Ronde des Pyrénées méditerranéennes und die Coca-Cola-Trophy in Deutschland, 1991 die Gesamtwertung des Rennens Étoile de Bessèges, 1992 gewann er Etappen in der Baskenland-Rundfahrt und in der Tour de l’Oise.
In seiner letzten Saison 1993 gewann er die Profronde van Maastricht.
Die Tour de France fuhr er fünfmal, sein bestes Resultat in der Gesamtwertung war der 53. Platz 1982. 1990 wurde er 122. in der Vuelta a España.
In den Rennen der Monumente des Radsportes war der 14. Platz im Rennen Lüttich–Bastogne–Lüttich 1983 sein bestes Ergebnis.
Im Bahnradsport bestritt er einige Sechstagerennen. 1981 und 1982 siegte er mit René Pijnen als Partner in Maastricht.

## Berufliches
Nach seiner aktiven Laufbahn war er 1995 bis 1997 Sportlicher Leiter im Radsportteam TVM, danach bei anderen Teams.